# Tirozinska kinaza
Tirozinska kinaza je enzim koji može da prenese fosfatnu grupu sa ATP-a na protein u ćeliji. Ona služi kao prekidač u mnogim ćelijskim funkcijama.
Fosfatna grupa se vezuje na aminikiselinu tirozin na proteinu. Tirozinske kinaze su podgrupa veće klase proteinskih kinaza koje vezuju fosfatne grupe na druge aminokiseline (serin i treonin). Fosforilacija proteina kinazama je važan mehanizam u komuniciranju signala unutar ćelije (prenos signala) i regulaciji ćelijske aktivnosti, npr. ćelijske deobe.
Proteinske kinaze su podložne mutacijama, usled čega mogu da budu zamrznute u uključenoj poziciji, i da uzrokuju neregulisani rast ćelije, što je neophodno za razvoj kancera. Iz tog razloga su inhibitori kinaza, kao što je imatinib, često efektivni u tretmanu kancera.
Većina tirozinskih kinaza ima asociranu proteinsku tirozinsku fosfatazu, koja uklanja fosfatnu grupu.

## Reakcija
Proteinske kinaze su grupe enzima koji poseduju katalitičke podjedinice koje prenose gama (terminalni) fosfat sa nukleotidnih trifosfata (često ATP) na jedan ili više aminokiselinskih ostataka u bočnom lancu proteinskog supstrata. To dovodi do konformacione promene, što utiče na funkciju proteina. Proteinske kinaze se ubrajaju u dve široke klase, na osnovu supstratne specifičnosti: serin/treonin specifične i tirozin specifične.

## Literatura
- Nicholas C. Price; Lewis Stevens (1999). Fundamentals of Enzymology: The Cell and Molecular Biology of Catalytic Proteins (Third изд.). USA: Oxford University Press. ISBN 019850229X.
- Eric J. Toone (2006). Advances in Enzymology and Related Areas of Molecular Biology, Protein Evolution (Volume 75 изд.). Wiley-Interscience. ISBN 0471205036.
- Branden C; Tooze J. Introduction to Protein Structure. New York, NY: Garland Publishing. ISBN 0-8153-2305-0.
- Irwin H. Segel. Enzyme Kinetics: Behavior and Analysis of Rapid Equilibrium and Steady-State Enzyme Systems (Book 44 изд.). Wiley Classics Library. ISBN 0471303097.

## Spoljašnje veze
- [http://www.compbio.dundee.ac.uk/kinomer/families/TK.html The